# Aimone di Savoia-Aosta (dirigente d'azienda)
Aimone di Savoia-Aosta (Aimone Umberto Emanuele Filiberto Luigi Amedeo Elena Maria Fiorenzo di Savoia-Aosta; Firenze, 13 ottobre 1967) è un dirigente d'azienda italiano. Dopo la morte di suo padre Amedeo di Savoia-Aosta, avvenuta il 1º giugno 2021, Aimone è riconosciuto da una parte dei monarchici italiani come il nuovo Capo di Casa Savoia, in disputa con suo cugino Emanuele Filiberto di Savoia.
Per anni direttore generale Pirelli per il mercato della Russia e dei paesi dell'ex Unione Sovietica, dal 1º luglio 2012 è amministratore delegato della Pirelli Tyre Nordic, responsabile per tutti i mercati dei paesi scandinavi. Dal 1º settembre 2013 è responsabile per Pirelli Tyre della regione Russia e paesi nordici.
Da novembre 2019 è ambasciatore del Sovrano Militare Ordine di Malta presso la Federazione Russa.
Aimone ha inoltre patrocinato o collaborato ad attività di diffusione della cultura e della storia italiana, dal centenario del volo, alle celebrazioni carducciane, alle vicissitudini della comunità italiana in Crimea.

## Biografia

### Infanzia ed educazione
Unico figlio maschio di Amedeo di Savoia-Aosta e di Claudia d'Orléans, Aimone di Savoia-Aosta nacque a Firenze nel 1967. Alla nascita, secondo l'uso del ramo Savoia-Aosta, ricevette il titolo di duca delle Puglie. Nel 1982, quando era ancora minorenne, Umberto II di Savoia gli conferì, avvenimento unico nella sua generazione in Casa Savoia, il collare dell'Ordine supremo della Santissima Annunziata.
Dopo aver conseguito la maturità classica presso la scuola navale militare "Francesco Morosini" di Venezia, Aimone frequentò i corsi dell'accademia navale, conseguendo il grado di guardiamarina. In seguito, con l'incarico di ufficiale di stato maggiore, venne imbarcato per un anno prendendo parte ad alcune esercitazioni NATO nell'Oceano Atlantico e nel Mar Mediterraneo. Nel 1991 partecipò all'operazione Golfo Persico 2 a bordo della fregata Maestrale.
Nel 2001 affiancò il padre Amedeo nella replica dell'impresa di raggiungimento del Polo nord, compiuta un secolo prima dal prozio Luigi, duca degli Abruzzi. Nel 2006 suo padre Amedeo avanzò il diritto di successione al titolo di Capo di Casa Savoia. A seguito di questo atto Amedeo assunse il titolo di duca di Savoia, cedendo ad Aimone il titolo di duca d'Aosta.

### Carriera imprenditoriale
Dopo la laurea in economia aziendale, conseguita presso l'Università commerciale Luigi Bocconi di Milano, Aimone svolse un periodo di specializzazione presso la J.P. Morgan. Successivamente lavorò nel settore marketing del gruppo Rinascente, del Gruppo Merloni e di Fata Engineering. Nel 1994 si trasferì a Mosca, in Russia, per lavorare con la Tripcovich Trading Company. Nel 2000 venne assunto dal gruppo Pirelli, dove ricoprì la carica di direttore generale responsabile per il mercato della Russia e di tutti i paesi dell'ex Unione Sovietica. Nel 2006 divenne vicepresidente dell'associazione delle imprese italiane in Russia, la Gim-Unimpresa, socio aggregato di Confindustria.
Dal 1º luglio 2012 è amministratore delegato della Pirelli Tyre Nordic, responsabile per tutti i mercati dei paesi scandinavi e, dal 1º settembre 2013, è responsabile per Pirelli Tyre della regione Russia e paesi nordici. Dal 2017 è presidente del Consiglio Imprenditoriale Italiano, organo di raccordo delle realtà associative imprenditoriali italiane operanti nella Federazione Russa. All'inizio del 2023, a seguito dell'invasione russa dell'Ucraina, Aimone lasciò Mosca e si trasferì in Italia, stabilendosi con la famiglia a Milano. Da gennaio dello stesso anno è Senior Vice President Institutional Affairs del Gruppo Pirelli e, da ottobre, è Senior Vice President Institutional and Regulatory Affairs.

### Ambasciatore dell'Ordine di Malta
Nell'ottobre 2019 Aimone venne nominato ambasciatore del Sovrano Militare Ordine di Malta presso la Federazione Russa, entrando in carica il mese successivo e presentando le proprie lettere credenziali il 20 novembre 2020. Il ruolo della missione diplomatica dell'Ordine in Russia consiste nella promozione dei rapporti fra Cristianità orientale e Chiesa cattolica, nel sostegno alle opere caritative verso i bisognosi e nella promozione di iniziative culturali, ruolo per il quale l'Ordine è fortemente apprezzato dalle autorità civili ed ecclesiastiche russe.

## Attività dinastiche
A seguito dell'atto di pretensione pubblico e formale avanzato dal padre Amedeo di Savoia-Aosta il 7 luglio 2006, legato alle vicende della questione dinastica, Aimone assunse il titolo di duca d'Aosta. Ricevette l'incarico di riorganizzare gli ordini dinastici sabaudi (Ordine supremo della Santissima Annunziata e Ordine dei Santi Maurizio e Lazzaro) e delle onorificenze connesse «nel rispetto delle originarie finalità, delle disposizioni testamentarie del Re Umberto II e delle leggi vigenti in materia».
Aimone, inoltre, è stato delegato per presiedere «una rappresentanza permanente con il mondo dell'economia e della politica» italiana. Il 29 settembre 2007, realizzando le disposizioni del decreto precedente, Aimone nominò una commissione esecutiva per la riorganizzazione degli ordini dinastici di Casa Savoia con il compito di valutare i requisiti di merito per la riammissione negli ordini cavallereschi dei vecchi cavalieri e per la nomina dei nuovi. Aimone chiese totale trasparenza: i cavalieri devono avere esclusivamente requisiti meritori e l'adesione tornerà ad essere gratuita, così com'era nella volontà del re Umberto II.
I sostenitori della legittimità dell'atto di Amedeo di Savoia-Aosta del 7 luglio 2006 gli riconobbero il titolo di Sua altezza reale il principe ereditario d'Italia Aimone, duca delle Puglie e VI duca d'Aosta, mentre, per coloro che negano la validità dell'atto paterno, Aimone era Sua altezza reale il principe Aimone, duca delle Puglie. A seguito della morte del padre Amedeo, avvenuta il 1º giugno 2021, Aimone è riconosciuto da una parte dei monarchici italiani come Sua altezza reale il principe Aimone, Capo di Casa Savoia, XXVII duca di Savoia, in disputa con suo cugino Emanuele Filiberto di Savoia.

### La profezia di Padre Pio
Secondo una profezia, riportata dalla regina Maria José, padre Pio da Pietrelcina avrebbe previsto la fine del Regno d'Italia, l'estinzione del ramo principale dei Savoia discendenti da Umberto I e il successivo ritorno della monarchia in Italia con il ramo collaterale dei Savoia-Aosta.
Nella cripta dove riposano i resti mortali del frate, a San Giovanni Rotondo, è presente un grande bassorilievo commissionato nel 1968 da Gian Paolo Quinto e modellato dallo scultore Cesarino Vincenti, intitolato Maestà e Bellezza ti stanno intorno. L'opera raffigura la Sacra Famiglia attorniata da un gruppo di persone raccolte in preghiera, fra le quali spicca un uomo che, nonostante l'opera sia stata realizzata quando Aimone aveva solo un anno, ha il viso di Aimone di Savoia-Aosta da adulto, con sulle spalle il collare dell'Ordine supremo della Santissima Annunziata.

## Matrimonio e discendenza
Aimone di Savoia-Aosta è stato fidanzato da maggio 2005 con una sua lontana cugina, la principessa Olga di Grecia (Atene, 17 novembre 1971), figlia secondogenita del principe Michele di Grecia e di Marina Karella. Il loro matrimonio venne celebrato con rito civile il 16 settembre 2008 presso l'ambasciata italiana a Mosca. L'atto del regio assenso fu trasmesso da Amedeo di Savoia-Aosta agli sposi prima della celebrazione. Il matrimonio religioso fu celebrato il 27 settembre 2008 presso l'isola greca di Patmo. Dal matrimonio sono nati:
- Umberto, nato a Parigi il 7 marzo 2009, è il primogenito della coppia.[35] Il neonato, il successivo 9 marzo, ricevette da suo nonno Amedeo di Savoia-Aosta il titolo di principe di Piemonte.[36] Relativamente alla cosiddetta questione dinastica, Umberto ha titoli diversi e occupa una posizione diversa nella linea di successione:

– per chi riconosce valide le pretese di Aimone di Savoia-Aosta è sua altezza reale il principe Umberto, principe di Piemonte, primo in linea di successione;
– per chi riconosce valide le pretese di Emanuele Filiberto di Savoia è sua altezza serenissima il principe Umberto, principe del sangue, escluso dalla linea di successione.
- Amedeo, nato a Parigi il 24 maggio 2011, è il figlio secondogenito.[37] Il giorno successivo, 25 maggio, Amedeo ricevette da suo nonno Amedeo di Savoia-Aosta il titolo di duca degli Abruzzi.[38] Relativamente alla questione dinastica, Amedeo ha titoli diversi e occupa una posizione diversa nella linea di successione:

– per chi riconosce valide le pretese di Aimone di Savoia-Aosta è sua altezza reale il principe Amedeo, duca degli Abruzzi, secondo in linea di successione;
– per chi riconosce valide le pretese di Emanuele Filiberto di Savoia è sua altezza serenissima il principe Amedeo, principe del sangue, escluso dalla linea di successione.
- Isabella, nata a Parigi il 14 dicembre 2012, è la figlia terzogenita.[39] Poiché in Casa Savoia vige la legge salica, Isabella non è inclusa nella linea di successione. Relativamente alla questione dinastica, Isabella ha titoli diversi:

– per chi riconosce valide le pretese di Aimone di Savoia-Aosta è sua altezza reale la principessa Isabella, principe di Acaia;
– per chi riconosce valide le pretese di Emanuele Filiberto di Savoia è sua altezza serenissima la principessa del sangue Isabella di Savoia-Aosta.

## Ascendenza
|                             |                    |                                         | Genitori                            |  |  | Nonni |  |  | Bisnonni                           |  |  | Trisnonni          |  |
|                             |                    |                                         |                                     |  |  |       |  |  | Emanuele Filiberto di Savoia-Aosta |  |  | Amedeo I di Spagna |  |
|                             |                    |                                         |                                     |  |  |       |  |  | Emanuele Filiberto di Savoia-Aosta |  |  | Amedeo I di Spagna |  |
|                             |                    | Maria Vittoria dal Pozzo della Cisterna |                                     |  |  |       |  |  | Emanuele Filiberto di Savoia-Aosta |  |  |                    |  |
| Aimone di Savoia-Aosta      |                    |                                         |                                     |  |  |       |  |  | Emanuele Filiberto di Savoia-Aosta |  |  |                    |  |
|                             |                    | Elena d'Orléans                         | Filippo d'Orléans                   |  |  |       |  |  |                                    |  |  |                    |  |
|                             |                    | Elena d'Orléans                         | Filippo d'Orléans                   |  |  |       |  |  |                                    |  |  |                    |  |
|                             |                    | Elena d'Orléans                         | Maria Isabella d'Orléans            |  |  |       |  |  |                                    |  |  |                    |  |
| Amedeo di Savoia-Aosta      |                    | Elena d'Orléans                         |                                     |  |  |       |  |  |                                    |  |  |                    |  |
|                             |                    | Costantino I di Grecia                  | Giorgio I di Grecia                 |  |  |       |  |  |                                    |  |  |                    |  |
|                             |                    | Costantino I di Grecia                  | Giorgio I di Grecia                 |  |  |       |  |  |                                    |  |  |                    |  |
|                             |                    | Costantino I di Grecia                  | Ol'ga Konstantinovna Romanova       |  |  |       |  |  |                                    |  |  |                    |  |
| Irene di Grecia             |                    | Costantino I di Grecia                  |                                     |  |  |       |  |  |                                    |  |  |                    |  |
|                             |                    | Sofia di Prussia                        | Federico III di Germania            |  |  |       |  |  |                                    |  |  |                    |  |
|                             |                    | Sofia di Prussia                        | Federico III di Germania            |  |  |       |  |  |                                    |  |  |                    |  |
|                             |                    | Sofia di Prussia                        | Vittoria di Sassonia-Coburgo-Gotha  |  |  |       |  |  |                                    |  |  |                    |  |
| Aimone di Savoia-Aosta      |                    | Sofia di Prussia                        |                                     |  |  |       |  |  |                                    |  |  |                    |  |
|                             | Giovanni d'Orléans | Roberto d'Orléans                       |                                     |  |  |       |  |  |                                    |  |  |                    |  |
|                             | Giovanni d'Orléans | Roberto d'Orléans                       |                                     |  |  |       |  |  |                                    |  |  |                    |  |
|                             | Giovanni d'Orléans | Francesca Maria d'Orléans               |                                     |  |  |       |  |  |                                    |  |  |                    |  |
| Enrico d'Orléans            | Giovanni d'Orléans |                                         |                                     |  |  |       |  |  |                                    |  |  |                    |  |
|                             |                    | Isabella d'Orléans                      | Filippo d'Orléans                   |  |  |       |  |  |                                    |  |  |                    |  |
|                             |                    | Isabella d'Orléans                      | Filippo d'Orléans                   |  |  |       |  |  |                                    |  |  |                    |  |
|                             |                    | Isabella d'Orléans                      | Maria Isabella d'Orléans            |  |  |       |  |  |                                    |  |  |                    |  |
| Claudia d'Orléans           |                    | Isabella d'Orléans                      |                                     |  |  |       |  |  |                                    |  |  |                    |  |
|                             |                    | Pietro d'Orléans-Braganza               | Gastone d'Orléans                   |  |  |       |  |  |                                    |  |  |                    |  |
|                             |                    | Pietro d'Orléans-Braganza               | Gastone d'Orléans                   |  |  |       |  |  |                                    |  |  |                    |  |
|                             |                    | Pietro d'Orléans-Braganza               | Isabella del Brasile                |  |  |       |  |  |                                    |  |  |                    |  |
| Isabella d'Orléans-Braganza |                    | Pietro d'Orléans-Braganza               |                                     |  |  |       |  |  |                                    |  |  |                    |  |
|                             |                    | Elisabetta Dobrzensky de Dobrzenicz     | Giovanni Dobrzensky de Dobrzenicz   |  |  |       |  |  |                                    |  |  |                    |  |
|                             |                    | Elisabetta Dobrzensky de Dobrzenicz     | Giovanni Dobrzensky de Dobrzenicz   |  |  |       |  |  |                                    |  |  |                    |  |
|                             |                    | Elisabetta Dobrzensky de Dobrzenicz     | Elisabetta Kottulinsky von Kottulin |  |  |       |  |  |                                    |  |  |                    |  |
|                             |                    | Elisabetta Dobrzensky de Dobrzenicz     |                                     |  |  |       |  |  |                                    |  |  |                    |  |

### Ascendenza patrilineare diretta
1. Umberto I, conte di Savoia, *~980 †1047
2. Oddone, conte di Savoia, *1023 †1057
3. Amedeo II, conte di Savoia, *1046 †1080
4. Umberto II, conte di Savoia, *1065 †1103
5. Amedeo III, conte di Savoia, *1087 †1148
6. Umberto III, conte di Savoia, *1136 †1189
7. Tommaso I, conte di Savoia, *1177 †1233
8. Tommaso II, conte di Savoia, *1199 †1259
9. Amedeo V, conte di Savoia, *1249 †1323
10. Aimone, conte di Savoia, *1291 †1343
11. Amedeo VI, conte di Savoia, *1334 †1383
12. Amedeo VII, conte di Savoia, *1360 †1391
13. Amedeo VIII, principe di Piemonte, *1383 †1451
14. Ludovico, principe di Piemonte, *1413 †1465
15. Filippo II, principe di Piemonte, *1443 †1497
16. Carlo II, principe di Piemonte, *1486 †1553
17. Emanuele Filiberto, principe di Piemonte, *1528 †1580
18. Carlo Emanuele I, principe di Piemonte, *1562 †1630
19. Tommaso Francesco, principe di Carignano, *1596 †1656
20. Emanuele Filiberto, principe di Carignano, *1628 †1709
21. Vittorio Amedeo I, principe di Carignano, *1690 †1741
22. Luigi Vittorio, principe di Carignano, *1721 †1778
23. Vittorio Amedeo II, principe di Carignano, *1743 †1780
24. Carlo Emanuele, principe di Carignano, *1770 †1800
25. Carlo Alberto, re di Sardegna, *1798 †1849
26. Vittorio Emanuele II, re d'Italia, *1820 †1878
27. Amedeo I, re di Spagna e I duca d'Aosta, *1845 †1890
28. Emanuele Filiberto, principe delle Asturie e II duca d'Aosta, *1869 †1931
29. Aimone, IV duca d'Aosta e re di Croazia, *1900 †1948
30. Amedeo, V duca d'Aosta, dal 2006 duca di Savoia (contestato), *1943 †2021
31. Aimone, VI duca d'Aosta, dal 2021 duca di Savoia (contestato), *1967

## Riconoscimenti
Per il suo impegno nei rapporti italo-russi venne insignito, nel 2018, dell'Ordine dell'Amicizia.
Il 7 maggio 2019 fu pubblicata sulla Gazzetta Ufficiale della Repubblica Italiana la notizia del conferimento ad Aimone del cavalierato dell'Ordine al merito della Repubblica italiana, consegnato ufficialmente il successivo 13 giugno presso l'ambasciata italiana a Mosca (primo caso di un membro di Casa Savoia insignito di un ordine cavalleresco repubblicano italiano). 

## Onorificenze

### Onorificenze sabaude
Il riconoscimento in capo ad Aimone del gran magistero degli ordini dinastici sabaudi, in quanto ruolo riservato al capo di Casa Savoia, è legato alla controversia sulla successione dinastica.